# Scotopteryx latefasciata
Scotopteryx latefasciata är en fjärilsart som beskrevs av Barend J. Lempke 1950. Scotopteryx latefasciata ingår i släktet backmätare, och familjen mätare. Inga underarter finns listade.